# Texaco Sports Club
Il Texaco Sports Club è stata una società di calcio trinidadiana.

## Storia
La squadra ha partecipato a varie edizioni della massima serie trinidadiana negli anni '70 e l'inizio degli anni '80 del XX secolo. La squadra ha inoltre raggiunto una finale della Trinidad & Tobago FA Cup nel 1970, persa contro il Maple Club.